# 유치면
유치면(有治面)은 대한민국 전라남도 장흥군의 면이다. 면적은 122.17km2이고, 인구는 2009년 12월 31일을 기준으로  694세대 1,300명이다. 
대표적인 산업은 규석광산이며 댐 상류에 위치한다. 2018년 장흥군이 산지전용을 허가하였다. 장흥댐의 수몰지이며 9개시군(목포,남악)64만명의 식수로 사용 예정이다.

## 행정 구역
- 관동리(冠洞里)
- 늑용리(勒龍里) - 장흥댐 건설로 수몰
- 단산리(丹山里) - 장흥댐 건설로 수몰
- 덕산리(德山里) - 장흥댐 건설로 수몰
- 대리(大里)-장흥댐 건설로 수몰
- 대천리(大川里)
- 반월리(半月里)
- 봉덕리(鳳德里)
- 송정리(松亭里)
- 신월리(新月里)
- 신풍리(新豊里)
- 오복리(五福里) - 장흥댐 건설로 수몰
- 용문리(龍門里)
- 운월리(雲月里)
- 원등리(院嶝里)
- 조양리(朝陽里)